# Always - The Very Best of Erasure
Always - The Very Best of Erasure es un disco recopilatorio de Erasure, lanzado con motivo del trigésimo aniversario de la banda. El álbum alcanzó el puesto número 9 en el ranking británico, su primer Top Ten de un álbum desde 1997 y la mejor ubicación de un álbum desde 1994. El corte de difusión es Sometimes (2015).

## Lista de temas

### CD 1
| N.º | Título                                  | Escritor(es)                    | Productor(es) | Duración |  |
| 1.  | «Who Needs Love (Like That)»            | Vince Clarke                    |               |          |  |
| 2.  | «Oh L'amour»                            | (Vince Clarke/Andy Bell)        |               |          |  |
| 3.  | «Sometimes»                             | (Clarke/Bell)                   |               |          |  |
| 4.  | «Victim Of Love»                        | (Clarke/Bell)                   |               |          |  |
| 5.  | «The Circus»                            | (Clarke/Bell)                   |               |          |  |
| 6.  | «Ship of Fools»                         | (Clarke/Bell)                   |               |          |  |
| 7.  | «Chains of Love»                        | (Clarke/Bell)                   |               |          |  |
| 8.  | «A Little Respect»                      | (Clarke/Bell)                   |               |          |  |
| 9.  | «Stop!»                                 | (Clarke/Bell)                   |               |          |  |
| 10. | «Drama!»                                | (Clarke/Bell)                   |               |          |  |
| 11. | «Blue Savannah»                         | (Clarke/Bell)                   |               |          |  |
| 12. | «Chorus»                                | (Clarke/Bell)                   |               |          |  |
| 13. | «Love to Hate You»                      | (Clarke/Bell)                   |               |          |  |
| 14. | «Take a Chance on Me» (Rap: MC Kinky)   | (Benny Andersson/Björn Ulvaeus) |               |          |  |
| 15. | «Always»                                | (Clarke/Bell)                   |               |          |  |
| 16. | «Fingers & Thumbs (Cold Summer's Day)»  | (Clarke/Bell)                   |               |          |  |
| 17. | «Breathe»                               | (Clarke/Bell)                   |               |          |  |
| 18. | «Be with You»                           | (Clarke/Bell)                   |               |          |  |
| 19. | «Elevation»                             | (Clarke/Bell/Richard X)         |               |          |  |
| 20. | «Sometimes (2015)» (David Wrench remix) | (Clarke/Bell)                   |               |          |  |

### CD 2
| N.º | Título                                                     | Escritor(es)             | Productor(es) | Duración |  |
| 1.  | «Who Needs Love (Like That)» (Mexican mix)                 | Vince Clarke             |               |          |  |
| 2.  | «Oh L'amour» (PWL Funky Sisters Say 'Ooh La La')           | (Vince Clarke/Andy Bell) |               |          |  |
| 3.  | «The Circus» (Eternal Eraser Mix by Grumbling Fur)         | (Clarke/Bell)            |               |          |  |
| 4.  | «A Little Respect» (Big Train mix)                         | (Clarke/Bell)            |               |          |  |
| 5.  | «Stop!» (Vince Clarke Sync 82 Remix)                       | (Clarke/Bell)            |               |          |  |
| 6.  | «Blue Savannah» (Der Deutsche Mix II)                      | (Clarke/Bell)            |               |          |  |
| 7.  | «Chorus» (Vegan mix)                                       | (Clarke/Bell)            |               |          |  |
| 8.  | «Love to Hate You» (LFO Modulated Filter Mix)              | (Clarke/Bell)            |               |          |  |
| 9.  | «Always» (Microbots Inside Your Brain Mix)                 | (Clarke/Bell)            |               |          |  |
| 10. | «Fingers & Thumbs (Cold Summer's Day)» (Tin Tin Out Remix) | (Clarke/Bell)            |               |          |  |
| 11. | «Breathe» (GRN Remix)                                      | (Clarke/Bell)            |               |          |  |
| 12. | «Elevation» (BT Remix)                                     | (Clarke/Bell/Richard X)  |               |          |  |

### CD 3
| N.º | Título                                         | Escritor(es)  | Productor(es) | Duración |  |
| 1.  | «Victim of Love» (Vixen Vitesse Remix)         | (Clarke/Bell) |               |          |  |
| 2.  | «Chains of Love» (Vince Clarke remix)          | (Clarke/Bell) |               |          |  |
| 3.  | «Drama!» (Krucial Remix)                       | (Clarke/Bell) |               |          |  |
| 4.  | «You Surround Me» (Mark Saunders Remix)        | (Clarke/Bell) |               |          |  |
| 5.  | «Star» (Interstella Mix)                       | (Clarke/Bell) |               |          |  |
| 6.  | «Am I Right?» (The Grid Remix)                 | (Clarke/Bell) |               |          |  |
| 7.  | «Run to the Sun» (Beatmasters’ Galactic Remix) | (Clarke/Bell) |               |          |  |
| 8.  | «In My Arms» (BBE Remix)                       | (Clarke/Bell) |               |          |  |
| 9.  | «Freedom» (Mark Pichiotti Strumapella Remix)   | (Clarke/Bell) |               |          |  |
| 10. | «Be with You» (Starshapes Remix)               | (Clarke/Bell) |               |          |  |
| 11. | «Sometimes» (Erasure & Flood Mix)              | (Clarke/Bell) |               |          |  |

## Always - The Very Best of Erasure "2023"
El 18 de agosto de 2023, se relanzó el álbum con algunos cambios en su lista de temas, para actualizarlo.

### Lista de temas
| N.º | Título                                 | Escritor(es)                    | Productor(es) | Duración |  |
| 1.  | «Who Needs Love (Like That)»           | Vince Clarke                    |               |          |  |
| 2.  | «Oh L'amour»                           | (Vince Clarke/Andy Bell)        |               |          |  |
| 3.  | «Sometimes»                            | (Clarke/Bell)                   |               |          |  |
| 4.  | «Victim Of Love»                       | (Clarke/Bell)                   |               |          |  |
| 5.  | «The Circus»                           | (Clarke/Bell)                   |               |          |  |
| 6.  | «Ship of Fools»                        | (Clarke/Bell)                   |               |          |  |
| 7.  | «Chains of Love»                       | (Clarke/Bell)                   |               |          |  |
| 8.  | «A Little Respect»                     | (Clarke/Bell)                   |               |          |  |
| 9.  | «Stop!»                                | (Clarke/Bell)                   |               |          |  |
| 10. | «Drama!»                               | (Clarke/Bell)                   |               |          |  |
| 11. | «Blue Savannah»                        | (Clarke/Bell)                   |               |          |  |
| 12. | «Chorus»                               | (Clarke/Bell)                   |               |          |  |
| 13. | «Love to Hate You»                     | (Clarke/Bell)                   |               |          |  |
| 14. | «Take a Chance on Me» (Rap: MC Kinky)  | (Benny Andersson/Björn Ulvaeus) |               |          |  |
| 15. | «Always»                               | (Clarke/Bell)                   |               |          |  |
| 16. | «Fingers & Thumbs (Cold Summer's Day)» | (Clarke/Bell)                   |               |          |  |
| 17. | «Breathe»                              | (Clarke/Bell)                   |               |          |  |
| 18. | «Elevation»                            | (Clarke/Bell/Richard X)         |               |          |  |
| 19. | «Love You to the Sky»                  | (Clarke/Bell)                   |               |          |  |
| 20. | «Hey Now (Think I Got A Feeling)»      | (Clarke/Bell)                   |               |          |  |